# Miconia colliculosa
Miconia colliculosa är en tvåhjärtbladig växtart som beskrevs av Frank Almeda. Miconia colliculosa ingår i släktet Miconia och familjen Melastomataceae. Inga underarter finns listade i Catalogue of Life.